# Куртикии
Куртикии — армянский род, переселившийся в Византию при императоре Василии I.

## Происхождение
Куртикии в Византии появились в правление императора Василия I. Династия была связана родством с армянским нахарарским домом Мамиконянов. Впервые упоминаются в «Хронике» Продолжателя Феофана. В которой говорилось что в 872 году некий «армянин Куртикий, владевший тогда Локаной и постоянно разорявший окраины Ромейской державы, который перешёл к самодержцу и передал ему и город, и оружие, и войско». Другой неназванный по имени упомянут в описании войны Византии с Болгарией: «В битве, которая случилась в Македонии, ромеи потерпели поражение. Убиты были и сам Кринит и армянин Куртикии». Участвовавший в мятеже Константина Дуки в 913 году другой представитель Куртикиев также в прямо назван армянином.

## Видные представители
- Мануил Куртикий — патрикий и друнгарий виглы
- Михаил Куртикий — царский наварх в Анталии, флотоводец. Участвовал в аристократическом восстании Варады Склира 976—979 годах.
- Мхитар Куртикий — ипат, служил в византийской администрации Ани.
- Михаил Кутрик — логофет геникона
- Василий Куртикий — известен также как Иоанникий. Принадлежал к ближайшему окружению Никифора Вриения Старшего. При Алексее I наряду с другим полководцем поставлен во главу Византийского войска.